# Code Girls

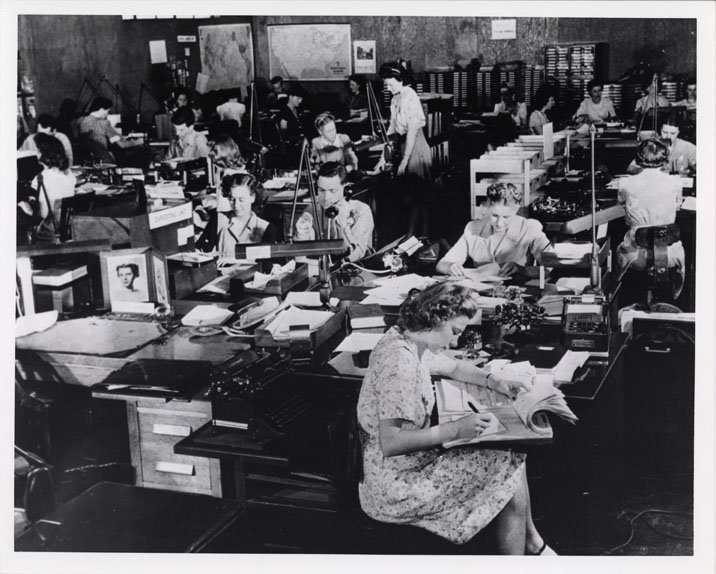
Criptólogas del Servicio de Inteligencia de Señales del Ejército de EE. UU., en su mayoría mujeres, trabajando en Arlington Hall alrededor de 1943

Las Code Girls (trad. chicas código) o Code Girls de la Segunda Guerra Mundial es el nombre con el que se designa a las más de 10.000 mujeres que sirvieron como criptógrafas (creadoras de código) y criptoanalistas (descifradoras de código) para el ejército de los Estados Unidos durante la Segunda Guerra Mundial, trabajando en secreto para romper los códigos alemanes y japoneses.
Estas mujeres desempeñaron un papel crucial en la guerra, descifrando numerosos códigos que fueron de gran importancia para las Fuerzas Aliadas, apoyándolas para ganar y acortar la Segunda Guerra Mundial.

## Reclutamiento
En los meses previos al ataque japonés a Pearl Harbor, el ejército de los Estados Unidos comenzó a reclutar mujeres para trabajar en sus diversas ramas, ya que los hombres que anteriormente ocupaban estos puestos fueron desplegados en el extranjero para luchar en la guerra.
Muchas de las mujeres reclutadas fueron contratadas para trabajar como criptógrafas y criptoanalistas por la Marina de los Estados Unidos. Estas mujeres tenían que ser nativas de los Estados Unidos, para asegurarse de que no tuvieran vínculos con países extranjeros. El gobierno buscaba mujeres jóvenes que fueran pioneras en el campo CTIM y sobresalieran en matemáticas e idiomas, lo que comúnmente hacia que muchas fuesen estudiantes jóvenes universitarias y docentes con gran motivación. Después del ataque, las actividades de reclutamiento y los anuncios de la Armada aumentaron dramáticamente cuando Estados Unidos se unió a las Fuerzas Aliadas para luchar contra las potencias del Eje durante la Segunda Guerra Mundial.
Durante el proceso de reclutamiento, se preguntó a las mujeres si les gustaban los crucigramas y si estaban comprometidas o querían casarse. Aquellas que respondieron "sí" y "no", respectivamente, avanzaron en el proceso de contratación. Los militares buscaban mujeres que estuvieran dispuestas a mudarse y que tuvieran pocos o nulos vínculo con su estilo de vida actual. Las candidatas fueron invitadas a reuniones secretas donde se les ofreció la oportunidad de tomar un curso de capacitación para descifrar códigos y se les hizo jurar guardar discreción: exponer su trabajo se consideraba traición y podría castigarse con la muerte. Aquellas que aprobaron el curso fueron invitadas a Washington D. C. después de graduarse de la universidad para unirse a la Marina como empleadas civiles.
El ejército también comenzó a reclutar mujeres descifradoras de códigos en esta época. Oficiales del ejército se reunieron con representantes de universidades para mujeres en el Hotel Mayflower con la esperanza de reclutar a sus mejores estudiantes antes de que la Marina pudiera hacerlo, y en mayo de 1942, las descifradoras de códigos civiles fueron aceptadas en la Women's Army Auxiliary Corps (Cuerpo Auxiliar de Mujeres del Ejército), y por lo tanto en el Servicio Militar.
Debido a la naturaleza del secretismo de las descifradoras de códigos de la Segunda Guerra Mundial y a la propaganda y mentalidad de Loose lips sink ships (en) (labios sueltos hunden barcos) durante ese tiempo, una cantidad significativa de su trabajo y proceso de reclutamiento sigue siendo un misterio, y sin un registro existente de una lista de todas las Code Girls, es casi imposible localizar a todas estas personas y obtener todos los detalles de su experiencia de reclutamiento.

## Descifrado de códigos

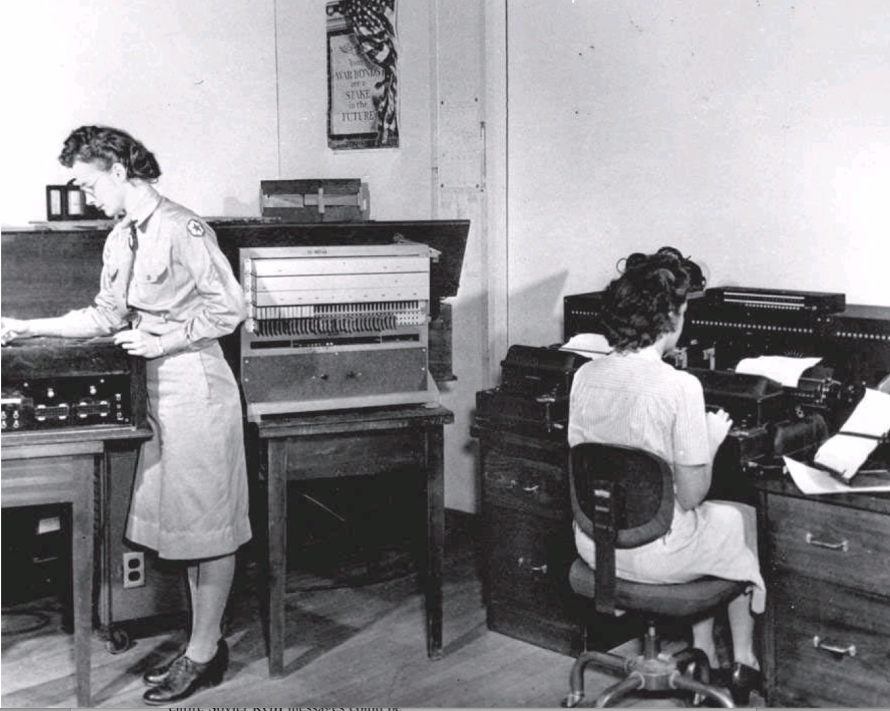
Las mujeres en Arlington Hall operan una máquina, a la derecha, que descifra mensajes en el cifrado japonés "Purple". La existencia de la máquina fue uno de los secretos mejor guardados de la guerra.

Las chicas del código trabajaron en muchas ramas de las fuerzas armadas, entre ellas: el Ejército de los EE. UU., la Marina de los EE. UU., la Guardia Costera de los EE. UU., la Fuerza Aérea de los EE. UU., el Cuerpo de Marines de los EE. UU., etc. Las primeras reclutas se presentaron en el cuartel general de la Marina en Washington D. C., que rápidamente se abarrotó. Casi 10.000 mujeres de todo el país fueron reclutadas para trabajar. En 1943, la Armada amplió sus operaciones al apoderarse de la ubicación original del Instituto Mount Vernon para Mujeres para utilizarlo como el Anexo de Comunicaciones Navales.
El Ejército se vio rápidamente en la necesidad de agregar una segunda ubicación en Arlington Hall Junior College for Women. En 1945, el 70 por ciento del equipo de descifrado de códigos del ejército eran mujeres.
Entre sus deberes, las mujeres operaban máquinas de descifrado de códigos, analizaban y descifraban códigos enemigos, construían bibliotecas de recursos sobre operaciones enemigas, interceptaban señales de radio y evaluaban la seguridad de los códigos estadounidenses. Durante su preparación, las code girls fueron entrenadas por el gobierno en clases de codificación ultrasecretas. En estas clases las mujeres aprendían criptografía, elaborando códigos; y criptoanálisis, descifrando códigos. El trabajo que hacían en la Marina era altamente clasificado: el castigo por compartir su trabajo era la muerte.
Durante cada mes de 1944, las descifradoras de código interceptaron alrededor de 30.000 mensajes de transporte marítimo de la Armada japonesa, lo que provocó el hundimiento de casi todos los barcos de suministros japoneses que se dirigían a Filipinas o al Pacífico Sur. Antes del Día D, compartieron información falsa y mensajes de radio para engañar intencionalmente a los alemanes sobre la ubicación del aterrizaje de las Fuerzas Aliadas.
Un logro importante de las criptógrafas fue descifrar el cifrado púrpura. El gobierno japonés creó una versión intrincada y mejorada de la máquina Enigma alemana, denominada Enigma "Púrpura". La complejidad de esta máquina fue revolucionaria, pero una de las code girls, Genevieve Grotjan, descifró los códigos japoneses junto a su equipo. El resultado de su trabajo permitió a las fuerzas navales estadounidenses planificar y ejecutar la Batalla de Midway, cambiando el panorama del Pacífico en el contexto de la Segunda Guerra Mundial.
Cuando se les preguntaba públicamente sobre su trabajo altamente sensible, se les dijo a las mujeres que respondieran que "sacaban punta a los lápices y vaciaban papeleras". Según reportes, su tapadera nunca fue cuestionada.

## Igualdad de género
Las criptógrafas de la Segunda Guerra Mundial enfrentaron muchos desafíos discriminatorios en la fuerza laboral. Se tenía la expectativa de que estas mujeres, con experticie en matemáticas, ciencias e idiomas extranjeros, debían ser obedientes y patrióticas sin esperar reconocimiento público por su trabajo de inteligencia en cubierto. Mucha gente (principalmente hombres) consideraba que las mujeres eran más adecuadas para el trabajo de descifrar códigos, que se consideraba una labor aburrida. En aquella época, se tenía la idea de que los trabajos más intelectualmente desafiantes eran más adecuados para los hombres. Debido a estas injusticias, las empleadas protestaron, pero esto llevó al público a creer que las mujeres eran chismosas y quejosas. Sin embargo, la sociedad creía que las mujeres también eran menos problemáticas con la bebida y la fanfarronería. En términos de comportamiento sexual, se consideraba que las mujeres representaban menos riesgo para la seguridad que los hombres.
En público, las mujeres estaban autorizadas a mantener sus trabajos en secreto, haciéndose pasar por secretarias o fingiendo realizar trabajos de baja categoría, haciendo tareas como afilar lápices y sacar la basura. Si un extraño mostraba un interés sospechoso sobre su trabajo, algunos grupos usaban ciertas señales en los bares para alertar a las otras mujeres. Por ejemplo, si un miembro del grupo pedía un vodka Collins, las Code Girls sabían que debían ir al baño y huir del área. Otras mujeres improvisaban sus respuestas sentándose estratégicamente en el regazo de oficiales al mando y soldados. Siendo mujeres jóvenes estadounidenses, era fácil convencer a los extraños curiosos de que sus tareas eran de baja categoría o que existían sólo como un juguete para los hombres con los que trabajaban.
Durante más de 70 años, las mujeres de esta generación no esperaron ni recibieron reconocimiento por sus logros en la vida pública. Sus esfuerzos fueron completamente ocultos y sólo mencionados de paso, sin registro histórico, entrevistas ni memorias en primera persona. Su historia ha sido revelada en años recientes, a través de años de investigación de libros, incluyendo los Archivos Nacionales en College Park, Maryland, y otros depósitos de archivos, además de entrevistas con algunas Code Girls vivas, muchas de las cuales se sentían aún reacias a usar palabras que se les prohibía revelar fuera del complejo de descifrado de códigos.

## Después de la Segunda Guerra Mundial
Las Code Girls de la Segunda Guerra Mundial sentaron bases importantes y fueron pioneras en el trabajo que pasaría a formar parte de las agencias de comunicación y ciberseguridad modernas. Crearon rutas para operaciones en cubierto clandestinas, y después de finalizada la guerra, las operaciones secretas de criptografía de la Marina y el Ejército se fusionaron para crear lo que ahora se conoce como la Agencia de Seguridad Nacional.
Muchas de las mujeres fueron expulsadas del ejército y de la fuerza laboral tecnológica después de que terminó la guerra, cuando los soldados desplegados regresaron de la guerra y se reinstalaron en sus trabajos anteriores; solo unas pocas continuaron trabajando para la agencia de Seguridad Nacional y otras funciones dentro del ejército. Todas estas mujeres juraron permanecer en silencio, y su trabajo y contribuciones permanecieron en secreto durante años, lo que llevó a que muchos de sus logros fueran olvidados o reclamados por sus homólogos masculinos.

## Impactos y logros
Además de la operación de descifrado de códigos del Ejército, existió un grupo afroamericano (implementado por Eleanor Roosevelt) que ayudaba con las comunicaciones cifradas de ciertas empresas y a obtener una mejor idea de quién estaba colaborando con dictadores como Mitsubishi y Hitler. Mujeres como Agnes Meyer Driscoll ayudaron a descifrar los códigos de la flota naval japonesa durante las décadas de 1920 y 1930.
Otra importante criptoanalista llamada Elizabeth Smith Friedman fue la primera en descubrir la oficina de descifrado de códigos del gobierno de EE. UU. en 1916, donde trabajaba para Riverbank en una finca poco convencional de Illinois. Durante la prohibición, descifró los códigos de los negocios con los que se contrabandeaban bebidas alcohólicas. En septiembre de 1940, gracias a la experticie de Genevieve Grotjan, los aliados pudieron obtener información sobre las comunicaciones de los diplomáticos japoneses durante la Segunda Guerra Mundial. Su descifrado ayudó a monitorear las máquinas de cifrado utilizadas por Hiroshi Oshima, embajador japonés en la Alemania nazi, cercano a Adolf Hitler y otros líderes políticos y militares nazis. Obtuvo información muy detallada de los nazis y se le dio acceso a sus instalaciones militares, que transmitió a Japón, sin darse cuenta de que los estadounidenses estaban leyendo sus transmisiones, que eran una fuente importante de información.
La marina y el ejército competían por las habilidades de las mujeres después de reconocer todos los esfuerzos realizados en la Guerra Mundial. Específicamente, Ada Comstock instó a la Marina a entrenar a las estudiantes universitarias en criptoanálisis, dándose cuenta de que el país carecía de una demanda de mujeres educadas después del ataque sorpresa en Pearl Harbor. Se estaban alistando más mujeres en la fuerza laboral, especialmente en la estación de reclutamiento Women's Army Auxiliary Corps, donde debían pasar verificaciones de antecedentes para estar en el servicio de descifrado de códigos. En Arlington Hall (que se convirtió en la sede del Servicio de Inteligencia de Señales del Ejército de los Estados Unidos), Ann Caracristi se enfrentó a criptoanalistas japoneses profesionales y halló muchas direcciones de mensajes que ayudaron a la inteligencia militar a localizar a muchas de las tropas japonesas. Muchos barcos japoneses fueron hundidos como resultado de los mensajes dados a Dot Braden y otras mujeres que descifraron códigos navales a lo largo de los principales océanos.
El código de la flota japonesa llamado JN-25 fue utilizado por estas mujeres que crearon la línea de montaje criptoanalítica y ayudaron a apagar el avión de Isoroku Yamamoto. Todas las máquinas que apuntaban y atacaban los cifrados Enigma alemanes estaban dirigidas por mujeres; además, rastreaban la ubicación de los convoyes y submarinos aliados. Para descifrar los códigos Enigma navales alemanas, las mujeres ayudaron a construir cien máquinas "bombe " en un edificio clasificado ubicado en la Compañía Nacional de Cajas Registradoras. JAH, que era un código multiuso que contenía material importante como discursos, órdenes y memorandos, estaba a cargo de Virginia Dare Aderholdt. Pudo saber cuándo Japón evacuó el sur de China y rastreó las acciones de Naotake Sato.

## Mujeres criptólogas notables de la era de la Segunda Guerra Mundial
Entre las mujeres más destacadas que contribuyeron al esfuerzo criptológico de EE. UU. durante la era de la Segunda Guerra Mundial incluyen:
- Virginia Dare Aderholdt : descifró el mensaje de rendición japonés
- Ann Z. Caracristi : más tarde se convirtió en subdirectora de la Agencia de Seguridad Nacional, su puesto de liderazgo civil más alto.
- Margaret Crosby : trabajó como criptógrafa para el Greek Desk de OSS
- Agnes Meyer Driscoll – rompió la máquina de cifrado japonesa M-1
- Genevieve Grotjan Feinstein : encontró la falla crucial en el cifrado japonés Purple
- Elizebeth Smith Friedman : ayudó a condenar a los traficantes de ron durante la Prohibición y frustró a los agentes nazis en América del Sur durante la Segunda Guerra Mundial.
- Helen Nibouar : ayudó a desarrollar la máquina de cifrado SIGABA
- Joan Clarke : ayudó a descifrar el código Enigma junto con Alan Turing .